# Novorostrum
Novorostrum is een geslacht van kreeftachtigen uit de klasse van de Malacostraca (hogere kreeftachtigen).

## Soorten
- Novorostrum decorocrus Osawa, 1998
- Novorostrum indicum (de Man, 1893)
- Novorostrum phuketense Osawa, 1998
- Novorostrum securiger (Melin, 1939)